# TýTý 1991
Vyhlášení výsledků I. ročníku ankety TýTý se konalo 13. března 1992 v Divadle za branou II a moderoval jej Marek Eben. Cenou pro vítěze devíti kategorií byl keramický panák Petry Šťastné.

## Výsledky
| Kategorie                        | 1. místo         | 2. místo         | 3. místo           |
| -------------------------------- | ---------------- | ---------------- | ------------------ |
| Herec                            | Rudolf Hrušínský | Jiří Bartoška    | Lukáš Vaculík      |
| Herečka                          | Ivana Chýlková   | Jiřina Bohdalová | Iva Janžurová      |
| Zpěvák                           | Karel Gott       | Pavol Habera     | Ladislav Křížek    |
| Zpěvačka                         | Iveta Bartošová  | Petra Janů       | Hana Zagorová      |
| Hlasatel/hlasatelka dne          | Roman Víšek      | Saskia Burešová  | Marta Skarlandtová |
| Moderátor publicistických pořadů | Přemek Podlaha   | Otakar Černý     | Richard Honzovič   |
| Moderátor zpravodajských pořadů  | Pavel Dumbrovský | Eva Jurinová     | Petr Studenovský   |
| Sportovní komentátor             | Petr Vichnar     | Jakub Bažant     | Štěpán Škorpil     |
| Bavič                            | Jan Rosák        | Oldřich Kaiser   | Milan Markovič     |
| Absolutní vítěz                  | Karel Gott       | Petr Vichnar     | Jan Rosák          |